# Wanyan
Les Wanyan (chinois traditionnel : 完顏 ; chinois simplifié : 完颜 ; pinyin : Wányán; Mandchou :ᠸᠠᠩᡤᡳᠶᠠᠨ Wanggiyan ; écriture jurchen  ), alternativement rendu en Wanggiya, était une maison princière, issus des Heishui Mohe, vivant dans la région du bassin du fleuve Heilong à l'époque de la dynastie Liao, dynastie dirigée par les Khitans. Parmi les Heishui Mohe, le clan était catégorisée par la dynastie Liao parmi les « Jürchens non civilisés » (生女真), indiquant que le clan n'était pas soumis à la domination directe des empereurs Liao. Les clans Heishui Mohe dirigés par la dynastie Liao étaient appelés « Jürchens civilisés » (熟女真). Le clan Wanyan fonda plus tard la dynastie Jin. Il exista entre 1115 et 1124.

## Origines
Les origines du clan sont obscures. Selon des sources telles que l' Histoire des Jin (Jinshi, 金史) et la Recherche sur l'origine des Mandchous (Manzhou yuanliu kao, 滿洲源流考), l'ancêtre du clan Hanpu a émigré du royaume de Goryeo ou Silla à l'âge de soixante ans et épousa une femme de soixante ans qui lui donna trois enfants. Cependant, une controverse existe[Qui ?] quant à l'identité ethno-culturelle de Hanpu et à la validité factuelle de l'histoire elle-même[réf. nécessaire].
Cependant, Wanyan Yingge a lancé une invasion de la péninsule coréenne et le neveu paternel de Yingge, Wanyan Wuyashu, s'est battu contre les Coréens, les forçant à se soumettre et à reconnaître les Jurchens comme suzerains après avoir « pacifié » la frontière entre les Coréens et les Jürchens. Yingge est mort lors de la conquête de Helandian (曷懶甸; actuelle province du Hamgyong, Corée du Nord ) après avoir pacifié le bassin de la rivière Tumen. Wuyashu a repris le projet l'année suivante. Sous son ordre, Shishihuan (石適歡) dirigea une armée Wanyan depuis le bassin de la rivière Tumen pour soumettre les tribus rivales Jürchens à Helandian et avancer vers le sud pour chasser environ 1 800 soldats restants qui ont fait défection vers le royaume coréen Goryeo. Goryeo ne les a pas rendus mais a envoyé Im Gan (林幹) pour intercepter l'armée Wanyan. Cependant, Shishihuan a vaincu Im Gan au nord du mur de Chŏngp'ŏyng et a envahi la frontière nord-est de Goryeo. Goryeo a envoyé Yun Gwan pour résister aux Jürchens mais a de nouveau perdu au combat. En conséquence, Wuyashu subjugua les Jürchens en Helandian.
En 1107, Goryeo envoya un délégué, Heihuanfangshi (黑歡方石), pour célébrer l'accession de Wuyashu à la chefferie de la tribu Wanyan, et promit de rendre les Jürchens hélandiens qui se sont enfuis à Goryeo. Cependant, lorsque les délégués de Wuyashu, Aguo (阿聒) et Wulinda Shengkun (烏林答勝昆), arrivèrent à Goryeo, les Coréens les tuèrent et envoyèrent cinq grandes armées dirigées par Yun Gwan pour attaquer Helandian. L'armée Goryeo détruisit une centaine de villages Jürchens et y construisit neuf forteresses. Wuyashu envisagea d'abandonner Helandian, mais son frère Aguda le convainquit d'envoyer Wosai (斡賽), un autre de leurs frères, combattre Goryeo. Wosai a également construit neuf forteresses face aux neuf forteresses de Goryeo. Après une bataille d'un an, l'armée Wanyan a remporté deux forteresses mais a subi de lourdes pertes et sept autres forteresses étaient toujours détenues par les forces de Goryeo. Les Jürchens ont proposé une trêve à Goryeo et Goryeo et les Jürchens sont parvenus à un règlement. En conséquence, Jürchens jura de ne pas envahir Goryeo et Goryeo se retira des neuf forteresses.
Wuyashu a également pacifié le bassin de la rivière Suifen.

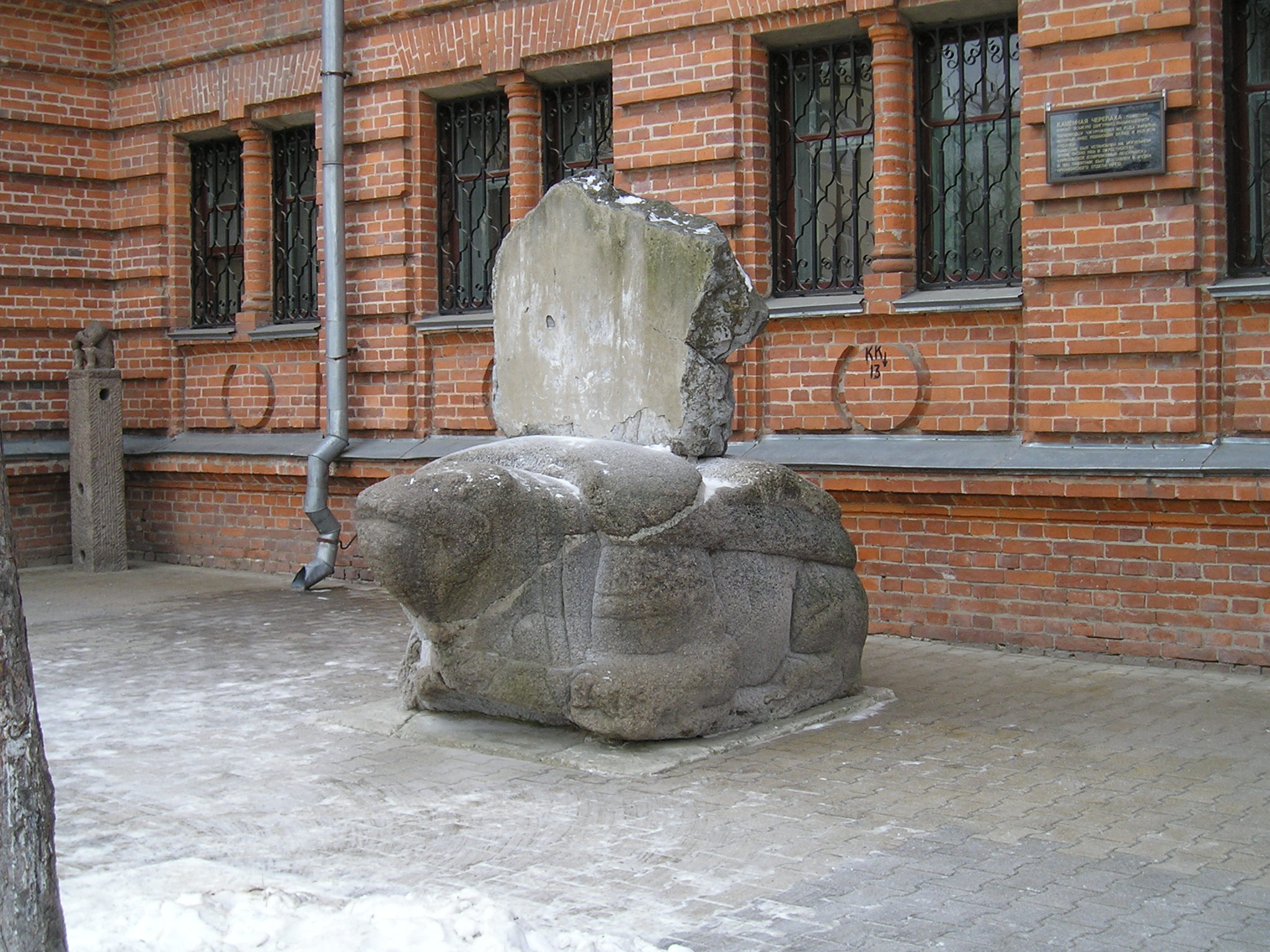
Une pierre bixi érigée à l'origine sur la tombe de Wanyan Asikui (完顏阿思魁, ?-1136), l'un des généraux d'Aguda, près de l'actuelle Oussouriïsk en 1193. Le monument est maintenant exposé au musée régional de Khabarovsk (Russie).

En 1115 apr. J.-C., Wanyan Aguda, alors chef du clan Wanyan, fonda la dynastie Jin. Avant sa mort en 1123, il mit également fin à la dynastie Liao. Deux ans plus tard, son frère Wanyan Wuqimai envahit la dynastie Song et conquit le nord de la Chine lors des guerres Jin-Song. Par la suite, les Jürchens furent sinisés; cela peut être vu dans la sinisation du nom de famille « Wanyan » en « Wang » dans les archives historiques officielles des Jürchens.

## Chute et à l'époque moderne
La dynastie Jin fut détruite en 1234 apr. J.-C. Après leur victoire, les Mongols ont déclaré que les personnes portant le nom de famille « Wanyan » étaient considérées comme liées à la lignée royale de la dynastie Jin et que ces personnes devaient donc être exécutées immédiatement. Pour des raisons de survie, les personnes portant le nom de famille « Wanyan » ont soit changé le nom en Wang, soit se sont exilés dans des régions éloignées pour éviter la capture et l'exécution et ont utilisé le format mandchou Wanggiyan. Dans la Chine actuelle, peu de descendants ont conservé le nom de famille « Wanyan ».
Selon une série d'enquêtes récente, au moins 61 famille portent le nom de Wanyan en Chine.

## Personnalités notables

### Hommes
- Aguda 1115-1123, fondateur de la dynastie Jin
- Wuqimai 1123-1135, empereur Taizong de Jin
- Dan 1135-1149, empereur Xizong de Jin
- Liang 1149-1161, quatrième empereur de la dynastie Jin dirigée par les Jürchens
- Yong 1161-1189, empereur Shizong de Jin
- Jing 1189-1208 Empereur Zhangzong de Jin
- Yungong, deuxième fils de l'empereur Shizong et héritier présumé
- Xun 1213-1224, empereur Xuanzong de Jin
- Shouxu, empereur Aizong de Jin
- Chenglin, empereur Mo de Jin
- Xongbi, général militaire et ministre civil de la dynastie Jin dirigée par les Jürchens , également connue sous le nom de Wushu
- Yongji
- Héda
- Chenheshang
- Zhanhan
- Hafeng'a (哈丰阿), détenait le titre de maître commandant des chars légers (轻车都尉, pinyin : qingcheduwei)
- Qing'en (庆恩), a été fonctionnaire littéraire de sixième rang

Prince consort
| Date | Prince consort                 | Princesse                                                                     |
| ---- | ------------------------------ | ----------------------------------------------------------------------------- |
| 1609 | Chuoheluo (綽和絡)             | Septième fille de Šurhaci (née en 1597) par épouse secondaire (Gūwalgiya)     |
| 1943 | Ailan (愛蘭</link>; 1921-2005) | Sixième fille de Zaifeng (Yunyu ; 1919-1982) par épouse secondaire (Denggiya) |

### Femmes
Épouses impériales :
- Épouses
  - Consort Shu (née en 1772), épouse secondaire de l'empereur Jiaqing
  - Consort Zhuang (1781-1811), épouse de l'empereur Jiaqing

- Concubine Impériale
  - Concubine impériale Jing, la concubine impériale de l'empereur Kangxi

Princesses consorts
- Épouse principale
  - L'épouse principale de Yunti, la mère de Hongming (1705-1767) et de Hongkai (1707-1759)

- Épouses secondaires
  - Épouse secondaire de Yunreng, la mère de Hongtiao (1714-1774) et de Hongbing (1720-1763)
  - Épouse secondaire de Yongzhang, mère du premier fils (1756)
  - Épouse secondaire de Yongcheng, mère de Mianhui (1764-1796), deuxième fils (1766), troisième fils (1767-1769), princesse (1769-1787), quatrième fils (1771) et princesse (née en 1776)
  - Épouse secondaire de Yicong, la mère de Zaijin (1859-1896)

- Concubines
  - La concubine de Yunzhi, la mère de Hongyi (1715-1754)
  - Concubine de Yuntang, mère de sa première fille (1701-1725), Lady (1704-1727) et Hongding (1711-1782)